# Attentati di Teheran del 2017
Gli attentati di Teheran del 2017 sono stati due attacchi terroristici condotti il 7 giugno da militanti dell'ISIS contro il parlamento dell'Iran e il mausoleo di Ruhollah Khomeyni.

## Descrizione
L'Iran si trovava a fronteggiare l'ISIS già da circa tre anni e quest'ultima cominciò a minacciare di fare attentati sempre più spesso. In occasione della campagna presidenziale per la rielezione di Hassan Rouhani, nella primavera 2017, quest'ultimo promise più diritti ed autonomia alle minoranze religiose ed etniche dell'Iran, in particolare alla minoranza sunnita, benché questa alimentasse alcune cellule terroristiche. Il principe saudita, inoltre, nel maggio di quell'anno affermò che l'Iran volesse prendere il controllo dell'intero mondo musulmano e che si sarebbe invece dovuta portare la lotta a casa loro.
La mattina del 7 giugno 2017, in base a diverse ricostruzioni giornalistiche non del tutto congruenti tra loro, 4 terroristi entrarono nella nuova sede del parlamento iraniano e cominciarono a sparare. All'inizio si riferì pure di un sequestro di ostaggi, ma il fatto non fu confermato. Il sito del parlamento fu presto circondato dalle forze speciali e vi furono diverse sparatorie dalle finestre di alcuni edifici. Il parlamento iraniano continuò comunque a funzionare in maniera regolare.
Sempre quel giorno quasi alla stessa ora, un secondo attentato fu condotto presso il mausoleo di Ruhollah Khomeyni. L'attacco durò diverse ore. Gli attentatori erano dei kamikaze e pronti a farsi esplodere. A condurre l'operazione di antiterrorismo fu la NAJA. In questo secondo attentato vi fu un morto.
Cinque terroristi in totale sono stati uccisi, mentre una donna assaltatrice è stata catturata viva.

## Conseguenze
Questi attentati sono stati i primi in Iran dopo oltre una decade di pace.
Secondo sondaggi condotti da ricercatori internazionali, per i cittadini iraniani il mandante degli attacchi sarebbe stato con alta probabilità l'ISIS (52%), mentre per una minor parte della popolazione gli Stati Uniti (19,3%) o Israele (16,3%). Anche diverse autorità iraniane hanno accusato queste nazioni (insieme all'Arabia Saudita) di aver pianificato l'attentato.

## Galleria d'immagini

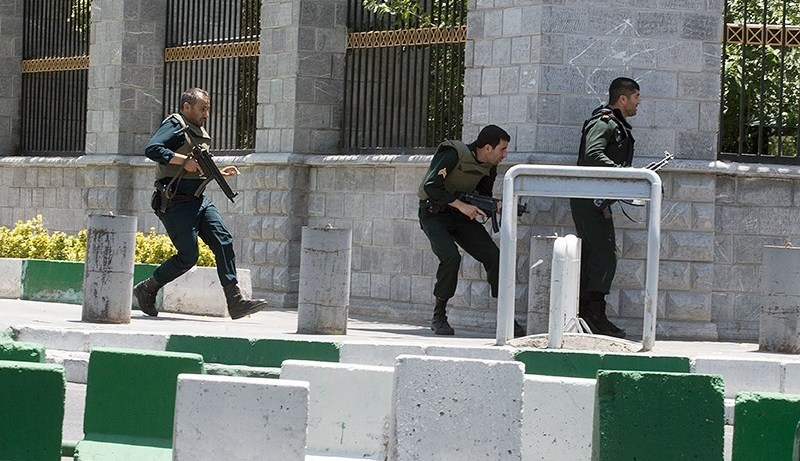
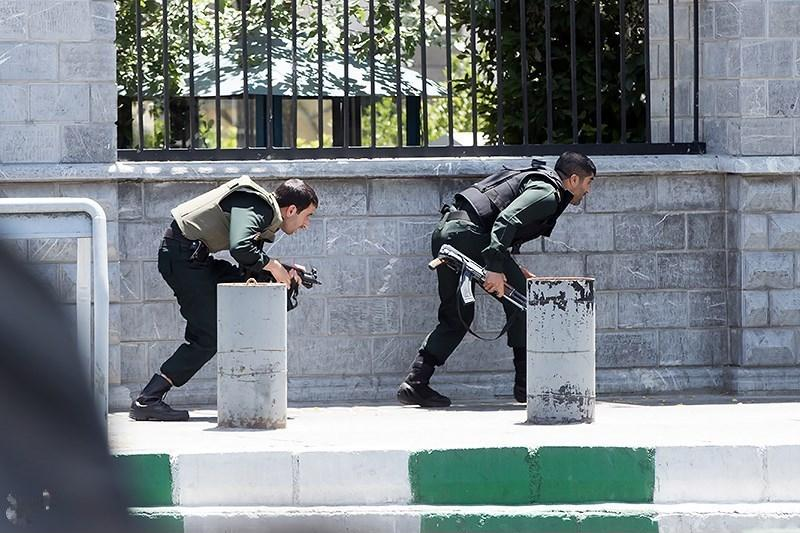
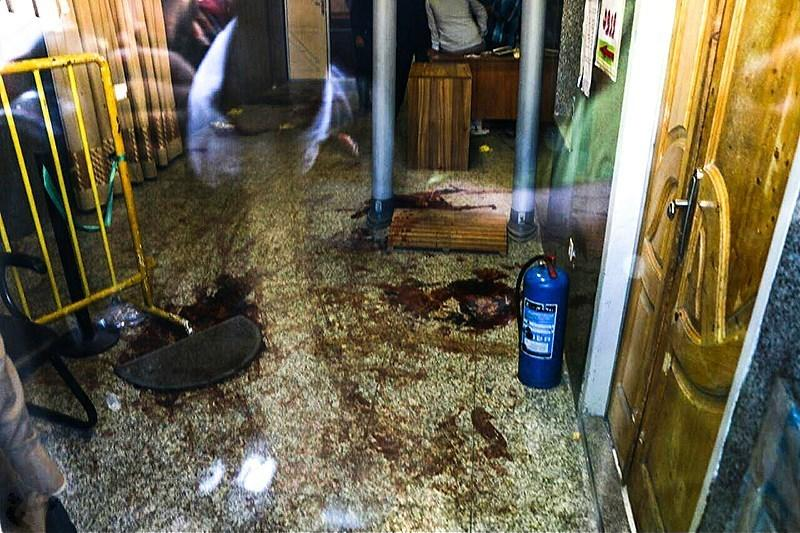
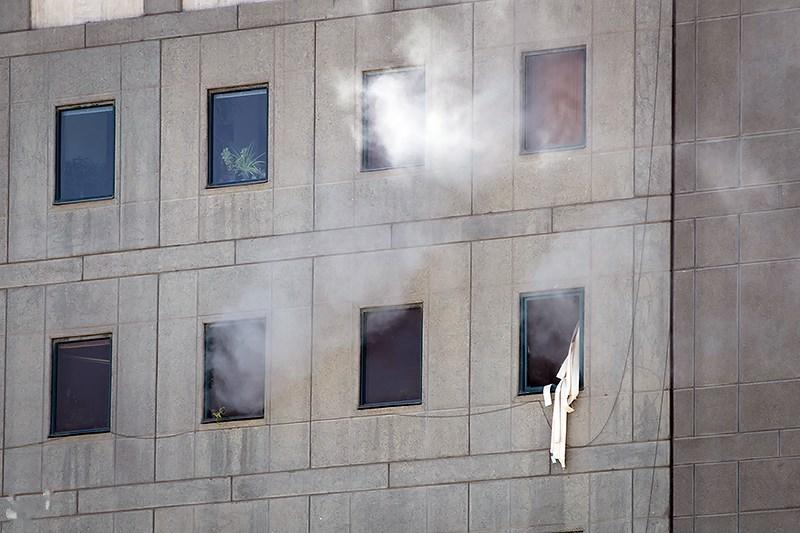
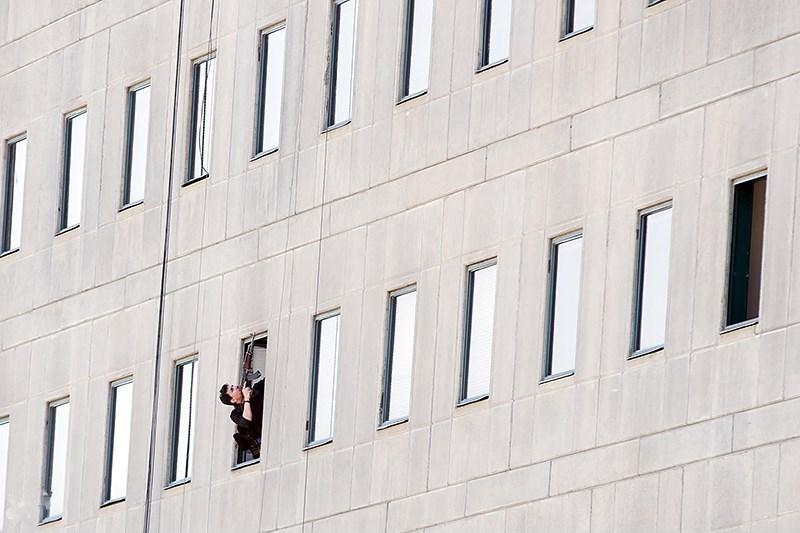
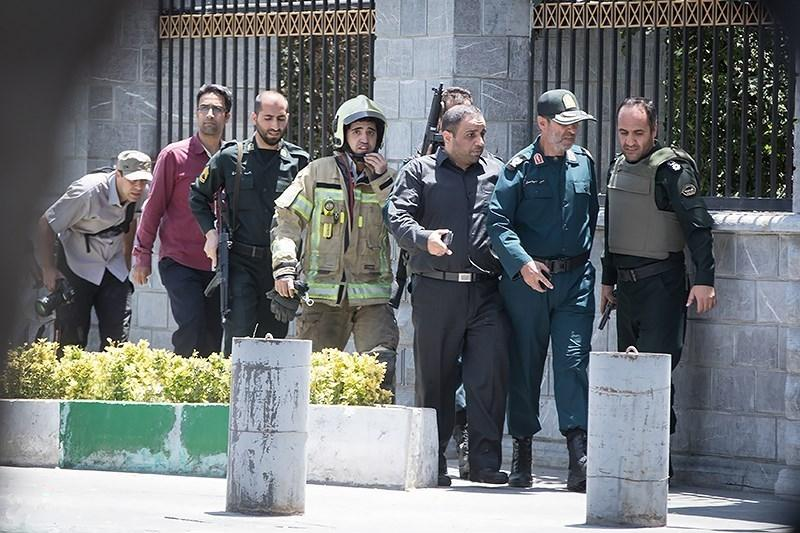